# Рододендрон белоцветковый
Рододендрон белоцветковый (лат. Rhododéndron albiflorum) — листопадный кустарник, вид подрода Candidastrum, рода Рододендрон (Rhododendron), семейства Вересковые (Ericaceae).
Используется в качестве декоративного садового растения.

## Распространение и экология
В природе распространен на западе Северной Америки от Британской Колумбии и Альберты до Орегона и Колорадо. Хвойные леса, альпийские заросли, долины ручьёв; 800—3500 метров над уровнем моря.

## Ботаническое описание
Кустарник высотой до 2,5 метра.

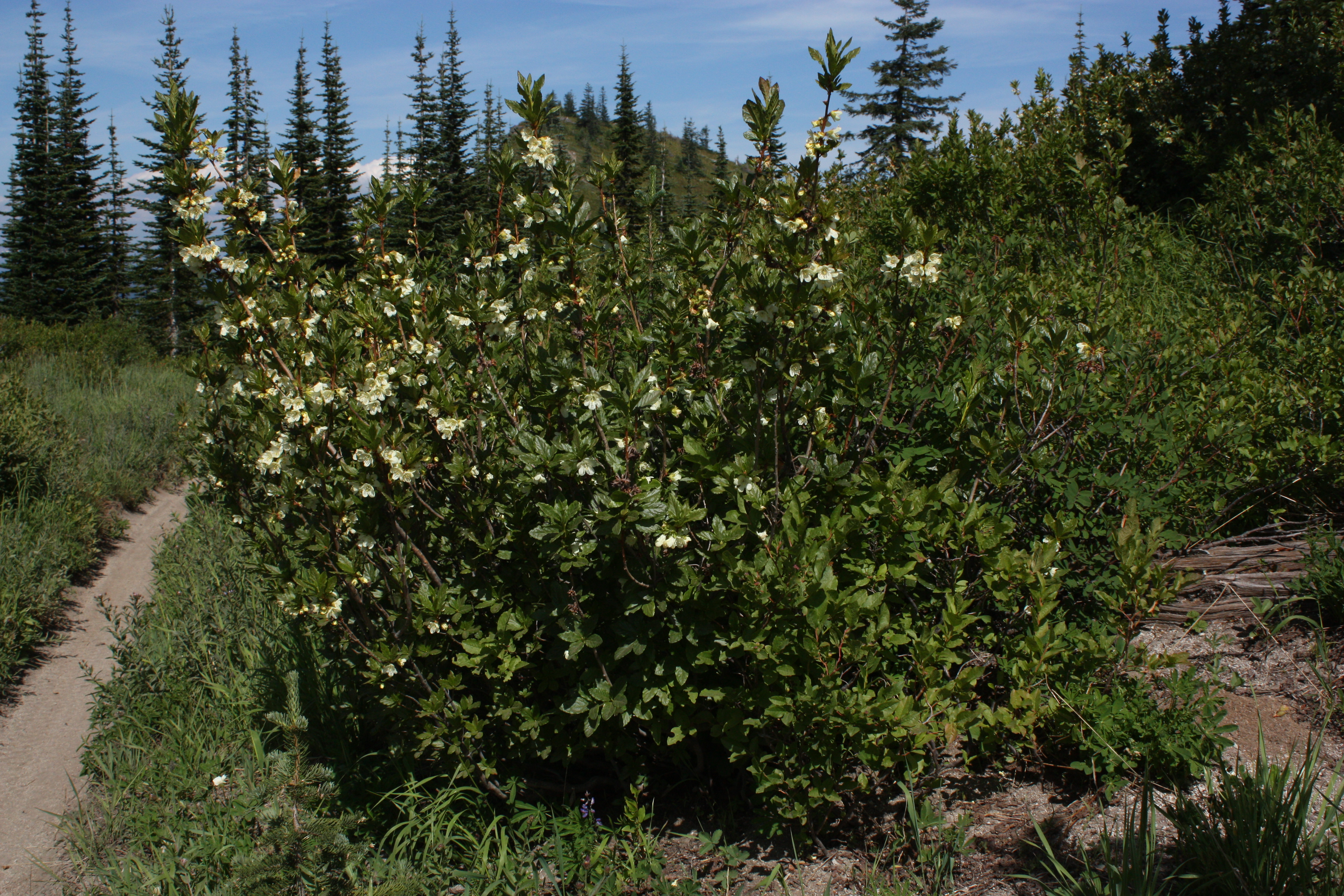

Листья узко-эллиптические или яйцевидные до обратнояйцевидных, 2—9 × 0,8—3 см, тонкие, перепончатые.
Соцветия боковые, расположены по всей длине побегов предыдущего года, 1—2-цветковые.
Цветоножки до 9-15 мм. Цветки свисающие, очень ароматные (похожие на ваниль и жасмин); доли чашечки 5—17 мм, венчик белый, реже отмечен жёлтым, чашеобразной, 9—22 мм, лепестки сросшиеся, лопасти 6—15 мм; тычинок 9 (—12).
Кариотип: 2n = 26.
Цветение в конце весны.

## В культуре
Известен в культуре с 1837 года. Труднокультивируемый вид. В Латвии интродуцирован 1968 году, культивируется редко (в Риге).
Выдерживает понижения температуры до −32 °С, −29 °С.